# Kanie (województwo lubelskie)
Kanie – wieś w Polsce położona w województwie lubelskim, w powiecie chełmskim w gminie Rejowiec Fabryczny.
| SIMC    | Nazwa | Rodzaj    |
| ------- | ----- | --------- |
| 0105868 | Góra  | część wsi |

W latach 1954–1959 wieś należała i była siedzibą władz gromady Kanie, po jej zniesieniu w gromadzie Liszno. Zgodnie z podziałem administracyjnym Polski, obowiązującym w latach 1975–1998 miejscowość administracyjnie należała do województwa chełmskiego. 
Wieś jest sołectwem w gminie Rejowiec Fabryczny. Według Narodowego Spisu Powszechnego (III 2011 r.) liczyła 696 mieszkańców i była drugą co do wielkości miejscowością gminy.

## Krótki opis
W centrum wsi znajduje się kościół, należący do rzymskokatolickiej parafii pod wezwaniem św. ap. Piotra i Pawła. Funkcjonuje on od 1919. Wcześniej na jego miejscu od XVI w. funkcjonowała cerkiew prawosławna, następnie unicka i ponownie prawosławna. W XIX w. i na początku XX w. cerkiew w Kaniem była ośrodkiem kultu ikony Matki Bożej. We wsi znajduje się również cmentarz katolicko-prawosławny. Na terenie miejscowości, w pobliżu kościoła, znajduje się zabytkowy pałac, należący w przeszłości do księcia Mieczysława Woronieckiego, z rodu kniaziów Nieświckich i Marii z Drohojowskich. Ostatnimi przedwojennymi właścicielami pałacu była rodzina Woyciechowskich, która ufundowała kościół w obecnym kształcie. Obecnie w budynku tym mieści się Państwowy Dom Pomocy Społecznej. W Kaniem wychowywał się  o. Jacek Woroniecki, właśc. Adam Korybut Woroniecki (ur. 21 grudnia 1878 w Lublinie, zm. 18 maja 1949), dominikanin, rektor KUL, teolog moralista i jeden z tomistów w Polsce. Imię o. Jacka Woronieckiego nosi niepubliczna Szkoła Podstawowa w Kaniem. Naukę pobiera w niej około 100 uczniów.
Na południe od centrum wsi znajduje się stacja kolejowa, funkcjonująca obecnie jako przystanek osobowy.

## Szlaki turystyczne
Szlak Stawów Kańskich